# Zagorska kneževina
Zagorska kneževina (lat. Comitatum Zagorie et castra nostra) bila je upravna jedinica na prostoru Zagorja. Bila je to teritorijalno organizirana cjelina. Gradovi su predstavljali nekakve upravne jedinice unutar cjeline Zagorske kneževine.
U povijesti je ovoj kneževini (comitatu) glavno mjesto bila je Krapina, jer su se županije nazivale glavnim mjestima. Kroz isprave ne javlja se više ime županije Krapinske, a javlja se castrum de Zagoria, kao središte županije zagorske. U 12., 13. i 14. stoljeću već je posvugdje nestalo starih plemenskih župa, a umjesto njih nastajale su županije kao vojnički i politički upravni srezovi. Središte svakog bio je castrum (mn. castra), pa je tako i zagorska županija morala imati svoj grad, castrum. U povijesnim se ispravama zbilja spominje takav pod imenom castrum de Zagoria, no nije lako odrediti koji je to točno grad. Vjerojatno je to Krapina, jer su svi su ostali gradovi ovoga kraja nesrazmjerno maleni i sazidani na teško pristupačnim mjestima sazidani. Uz to ni oko jednoga nije se nikada nikakovo mjesto razvilo. Nasuprot tome, krapinski je grad lako pristupačan i vrlo prostran, a celjska kronika naziva ga das hauptgeschloss im Seger. Jedini grad koji bi mogao biti takmac za glavno naselje županije u svem Zagorju jest Greben grad. Taj se grad spominje još u ispravi kralja Andrije
od 1209. godine, no Klaić smatra da je to castrum županije de Hrosna (Hrašćine). Tako je najvjerojatnije grad krapinski bio castrum de Zagoria. Sva povijest grada Krapine ujedno je i povijest cijeloga Zagorja.
Spominje se u listini od 27. siječnja 1399. kojom je hrvatsko-ugarski kralj Sigismund Luksemburški grofu Hermanu Celjskom dodijelio Zagorsku kneževinu s pripadajućim gradovima, čime postaju comites de Zagoria. Prije ove listine nema pouzdana izvora o prijašnjim gospodarima odnosno koji bi ukazivao na njih.
Važno je napomenuti da comesi Celjski iz ove listine nisu više bili ono što su bili comesi u prijašnje vrijeme: zastupnici kraljevske moći u vojničkim i građanskim poslovima. Stare su plemenske župe odavno nestale, isto tako i stare županija. Zbog toga su novi comesi dobili ove prostrane posjede u nasljedno leno kao gospoštije. Ostalo je samo staro ime „comes", koje se može može prevesti samo sa „grof" ili „knez". Ove nove kneževine (komitati, knežije, nje. Grafschaften) nisu bile nikakove političke oblasti, što je bio slučaj i s grofovima i knezovima Celjskima u Zagorju.
U posjede i gradove navedene u ovoj, nešto poslije potvrđenoj listini, spadaju Vinica, Veliki Tabor i Varaždin. Među osam utvrda spominje se Trakošćan (Trakkenstayn) i Lepoglava (Lepaglawa), ondašnji još Castrum. S obzirom na činjenice o postojanju drugih nađenih i već dokumentiranih gradova, darovnica nije obuhvatila gustu mrežu castruma Zagorske kneževine; primjerice ne spominju se Klenovnik i Kamenica. 1470-ih i 1480-ih dok Zagorska kneževina još postoji kao cjelina, trakošćansko je vlastelinstvo zajedno s Kamenicom izdvojena jedinica.
Podatke o novom vlasniku imamo 18. svibnja 1463., kad je kralj Matijaš Korvin izdao povelju zagorskom knezu i slavonskom banu Janu Vitovcu, kojom mu je potvrdio posjedovanje gradova Zagorske kneževine, među kojima i Trakošćana, te grada i varoši Varaždina. S obzirom na druge okolnosti, stvarnim ga posjednikom Zagorske kneževine možemo smatrati nakon 1456. godine.
Iz doba vitovečke vlasti imamo podatke o razvijanju. Neuspješna pobuna braće Jurja i Vilima uzrokovala je zastoj. Progonstvom Vitovaca nakon bune definitivno se raspada jedinstvena Zagorska kneževina.